# Terpna simplicior
Terpna simplicior är en fjärilsart som beskrevs av Joannis 1929. Terpna simplicior ingår i släktet Terpna och familjen mätare. Inga underarter finns listade i Catalogue of Life.